# 元丕
元丕（422年—503年），鮮卑名渴言侯，追尊魏烈帝拓跋翳槐玄孙，乐城侯拓跋兴都之子。
开始是羽林中郎，随魏太武帝南征，赐爵兴平县子。魏献文帝即位，升任侍中。以诛杀乙浑之功，进封升迁为尚书令，进封东阳公。魏孝文帝时，封东阳王，官居侍中、司徒公，入八议，参与朝政。奉命制决疑难案事三百余条。太和三年（479年），晋升为太尉、录尚书事，他被孝文帝和冯太后信任。太和十六年（492年），例降王爵，改为平阳郡公。太和十七年（493年），孝文帝南征，受命与广陵王元羽留守平城。孝文帝提议迁都，他主张迁都邺城，但孝文帝最终迁都洛阳。太和十八年（494年），任太傅，录尚书事。他不愿意行汉俗，出外为都督、并州刺史，改封新兴公。他喜欢鲜卑风俗，反对改服禁胡语。太和二十年（496年），因其子元隆、元超参与穆泰谋反，拥立阳平王元颐，削职为民。魏宣武帝即位后，以他为六朝勋臣，封为三老。景明四年薨逝，年八十二岁。诏赠左光禄大夫、冀州刺史，谥号平。